# 153É busz (Budapest)
A budapesti 153É jelzésű éjszakai autóbusz a Móricz Zsigmond körtér (Villányi út) és Gazdagréti tér között közlekedett. A vonalat a Budapesti Közlekedési Rt. üzemeltette.

## Története
1994. április 1-jén új éjszakai járatot indítottak 153É jelzéssel a Móricz Zsigmond körtér és a Gazdagréti tér között. 2005. szeptember 1-jén megszűnt, helyette a 908-as jelzésű busz jár hosszabb útvonalon.

## Útvonala
| Gazdagréti tér felé | Móricz Zsigmond körtér (Villányi út) felé                                                                                             |
| --- | --- |
| Móricz Zsigmond körtér (Villányi út) vá. – Villányi út – Budaörsi út – BAH csomópont – Hegyalja út – Budaörsi út – Gazdagréti út – Gazdagréti tér vá. | Gazdagréti tér vá. – Rétköz utca – Gazdagréti út – Lapu utca – – Budaörsi út – Villányi út – Móricz Zsigmond körtér (Villányi út) vá. |

## Megállóhelyei
| 0  | Móricz Zsigmond körtér (Villányi út) végállomás | 14 | 3É, 6É, 40É, 49É, 72É |
| 1  | Szüret utca (↓) Badacsonyi utca (↑)             | 13 | 40É, 72É              |
| 2  | Alsóhegy utca (↓) Karolina út (↑)               | 12 | 40É, 72É              |
| 3  | Budaörsi út (↓) Villányi út (↑)                 | 11 | 40É, 72É              |
| 5  | Alkotás utca                                    | ∫  | 40É                   |
| 7  | Muskotály köz                                   | ∫  | 40É                   |
| 8  | Fehér ló utca                                   | 9  | 40É, 72É              |
| 9  | Dayka Gábor utca                                | 8  | 40É, 72É              |
| 10 | Sasadi út                                       | 7  | 40É, 72É              |
| 11 | Nagyszeben út                                   | ∫  | 40É                   |
| ∫  | Neszmélyi út                                    | 6  | 40É                   |
| 12 | Naprózsa utca                                   | ∫  | 40É                   |
| 13 | Regős utca                                      | ∫  |                       |
| ∫  | Nagyszeben tér                                  | 4  |                       |
| ∫  | Regős köz                                       | 3  |                       |
| ∫  | Törökugrató utca                                | 2  |                       |
| ∫  | Torbágy utca                                    | 2  |                       |
| ∫  | Tűzkő utca                                      | 1  |                       |
| 14 | Törökugrató utca                                | ∫  |                       |
| 15 | Torbágy utca                                    | ∫  |                       |
| 15 | Csíkihegyek utca                                | ∫  |                       |
| 16 | Tűzkő utca                                      | ∫  |                       |
| 17 | Gazdagréti tér végállomás                       | 0  |                       |